# Diprotodon optatum

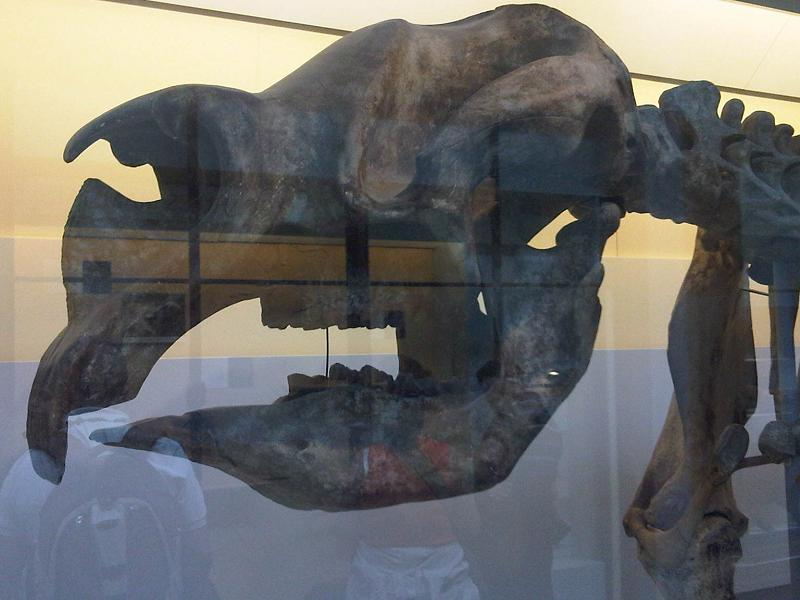
Diprotodon koponya közelről

A Diprotodon optatum volt a Földön valaha élt legnagyobb ismert erszényes. A Diprotodontia rend Diprotodontidae családjának egy kihalt faja, amely Ausztráliában élt a pleisztocén időszakban. Mintegy 1,6 millió évvel ezelőtt jelent meg és körülbelül 45-25 000 évvel ezelőtt halt ki.
Korábban 8 különböző faját tartották számon - köztük a szinonimáit is -, azonban a legújabb vizsgálatok szerint, mindezek egy fajhoz tartoznak; a különbséget a különböző korú, helybéli és nembéli változások eredményezik.
Az orrszarvú méretű, hatalmas növényevő állat marmagassága körülbelül 2 méter, tömege 2790 kilogramm lehetett. Valószínűleg Ausztrália erdős-füves térségeiben élt. Dél-Ausztrália szövetségi állam északi részén viszonylag nagy számú ép csontváza került elő, egy kiszáradt tómederben pedig lábnyomai is fennmaradtak. Lábnyomai elárulták, hogy valószínűleg olyan jellegű szőrzet boríthatta, mint a lovakat: tehát nem volt csupasz, mint az orrszarvúak.
Hatalmas, agyarszerű metszőfogai voltak, amelyekkel valószínűleg gyökereket áshatott ki a földből. A zápfogai akkorák voltak, mint egy emberi ököl: ezek a növényi táplálék megőrlésére szolgáltak. Viszonylag hosszú, vombat-szerű lábain olyan tempóban mozoghatott, mint a mai tevék. A mellső lábain karmok voltak, amelyek táplálékának kiásására szolgálhattak.
Kihalásának időpontja és oka nagyon vitatott. Mivel ez nem sokkal a mai ember ausztráliai megjelenése után következett be, ezért erős a gyanú, hogy a túlzott emberi vadászat lehetett az oka. Mások szerint a pleisztocén végi gyors felmelegedés okozhatta kipusztulásukat, amelynek során Ausztrália nagy része elsivatagosodott. (Erről bővebben: pleisztocén megafauna.) A legközelebbi ma élő rokona a vombat és a koala.